# UEFA Women's Nations League 2025 - Spareggi
Questa voce raccoglie un approfondimento sulle gare degli spareggi dell'UEFA Women's Nations League 2025. Gli spareggi si disputeranno tra il 22 e il 28 ottobre 2025.

## Sorteggio
Le dodici squadre saranno divise tra leghe. Il sorteggio si è svolto il 6 giugno 2025 a Nyon in Svizzera.
| Gruppo | Terze classificate |
| ------ | ------------------ |
| 1      | Austria            |
| 2      | Islanda            |
| 3      | Belgio             |
| 4      | Danimarca          |

| Gruppo | Seconde classificate | Terze classificate (migliori due qualificate) |
| ------ | -------------------- | --------------------------------------------- |
| 1      | Irlanda del Nord     | —                                             |
| 2      | Irlanda              | Turchia                                       |
| 3      | Finlandia            | —                                             |
| 4      | Rep. Ceca            | Albania                                       |

| Gruppo | Seconde classificate (migliori due qualificate) |
| ------ | ----------------------------------------------- |
| 1      | —                                               |
| 2      | Cipro                                           |
| 3      | —                                               |
| 4      | —                                               |
| 5      | —                                               |
| 6      | Kosovo                                          |

## Play-off A-B
| Squadra   | Rank |
| --------- | ---- |
| Danimarca | 9    |
| Belgio    | 10   |
| Austria   | 11   |
| Islanda   | 12   |

| Squadra          | Rank |
| ---------------- | ---- |
| Irlanda          | 21   |
| Rep. Ceca        | 22   |
| Finlandia        | 23   |
| Irlanda del Nord | 24   |

### Tabella riassuntiva
| Squadra 1        | Totale | Squadra 2 | Andata | Ritorno |
| ---------------- | ------ | --------- | ------ | ------- |
| Irlanda del Nord | -      | Islanda   | -      | -       |
| Finlandia        | -      | Danimarca | -      | -       |
| Irlanda          | -      | Belgio    | -      | -       |
| Rep. Ceca        | -      | Austria   | -      | -       |

### Risultati

#### Andata
| 24 ottobre 2025 | Irlanda del Nord | – referto | Islanda |  |

| 24 ottobre 2025 | Finlandia | – referto | Danimarca |  |

| 24 ottobre 2025 | Irlanda | – referto | Belgio |  |

| 24 ottobre 2025 | Rep. Ceca | – referto | Austria |  |

#### Ritorno
| 28 ottobre 2025 | Islanda | – referto | Irlanda del Nord |  |

| 28 ottobre 2025 | Danimarca | – referto | Finlandia |  |

| 28 ottobre 2025 | Belgio | – referto | Irlanda |  |

| 28 ottobre 2025 | Austria | – referto | Rep. Ceca |  |

## Play-off B-C
| Squadra | Rank |
| ------- | ---- |
| Albania | 25   |
| Turchia | 26   |

| Squadra | Rank |
| ------- | ---- |
| Cipro   | 39   |
| Kosovo  | 40   |

### Tabella riassuntiva
| Squadra 1 | Totale | Squadra 2 | Andata | Ritorno |
| --------- | ------ | --------- | ------ | ------- |
| Cipro     | -      | Albania   | -      | -       |
| Kosovo    | -      | Turchia   | -      | -       |

### Risultati

#### Andata
| 24 ottobre 2025 | Cipro | – referto | Albania |  |

| 24 ottobre 2025 | Kosovo | – referto | Turchia |  |

#### Ritorno
| 28 ottobre 2025 | Albania | – referto | Cipro |  |

| 28 ottobre 2025 | Turchia | – referto | Kosovo |  |